# Quincieux
Ne pas confondre avec la commune de Quincieu dans le département de l'Isère.
Quincieux est une commune française située dans la métropole de Lyon, en région Auvergne-Rhône-Alpes.
Ses habitants sont appelés les Quincerots et Quincerotes.

## Géographie

### Communes limitrophes
Communes du département du Rhône :
- Ambérieux
- Chasselay
- Les Chères
- Lucenay
- Saint-Germain-au-Mont-d'Or

Communes du département de l'Ain :
- Massieux
- Parcieux
- Reyrieux
- Trévoux

### Climat
Pour des articles plus généraux, voir Climat d'Auvergne-Rhône-Alpes et Climat du Rhône.
En 2010, le climat de la commune est de type climat du Bassin du Sud-Ouest, selon une étude du Centre national de la recherche scientifique s'appuyant sur une série de données couvrant la période 1971-2000. En 2020, Météo-France publie une typologie des climats de la France métropolitaine dans laquelle la commune est dans une zone de transition entre le climat semi-continental et le climat de montagne et est dans une zone de transition entre les régions climatiques « Bourgogne, vallée de la Saône » et « Nord-est du Massif Central ».
Pour la période 1971-2000, la température annuelle moyenne est de 11,9 °C, avec une amplitude thermique annuelle de 18,1 °C. Le cumul annuel moyen de précipitations est de 766 mm, avec 9 jours de précipitations en janvier et 6,4 jours en juillet. Pour la période 1991-2020, la température moyenne annuelle observée sur la station météorologique de Météo-France la plus proche, « Pommiers », sur la commune de Pommiers à 8 km à vol d'oiseau, est de 12,6 °C et le cumul annuel moyen de précipitations est de 778,0 mm,. Pour l'avenir, les paramètres climatiques de la commune estimés pour 2050 selon différents scénarios d'émission de gaz à effet de serre sont consultables sur un site dédié publié par Météo-France en novembre 2022.

## Urbanisme

### Typologie
Au 1er janvier 2024, Quincieux est catégorisée bourg rural, selon la nouvelle grille communale de densité à sept niveaux définie par l'Insee en 2022.
Elle appartient à l'unité urbaine de Saint-Germain-au-Mont-d'Or, une agglomération intra-départementale regroupant deux  communes, dont elle est ville-centre,,. Par ailleurs la commune fait partie de l'aire d'attraction de Lyon, dont elle est une commune de la couronne,. Cette aire, qui regroupe 397 communes, est catégorisée dans les aires de 700 000 habitants ou plus (hors Paris),.

### Occupation des sols
L'occupation des sols de la commune, telle qu'elle ressort de la base de données européenne d’occupation biophysique des sols Corine Land Cover (CLC), est marquée par l'importance des territoires agricoles (79,6 % en 2018), en diminution par rapport à 1990 (82,2 %). La répartition détaillée en 2018 est la suivante : 
terres arables (66,7 %), zones agricoles hétérogènes (12,9 %), zones urbanisées (8,6 %), eaux continentales (6,6 %), zones industrielles ou commerciales et réseaux de communication (5,2 %). L'évolution de l’occupation des sols de la commune et de ses infrastructures peut être observée sur les différentes représentations cartographiques du territoire : la carte de Cassini (XVIIIe siècle), la carte d'état-major (1820-1866) et les cartes ou photos aériennes de l'IGN pour la période actuelle (1950 à aujourd'hui).

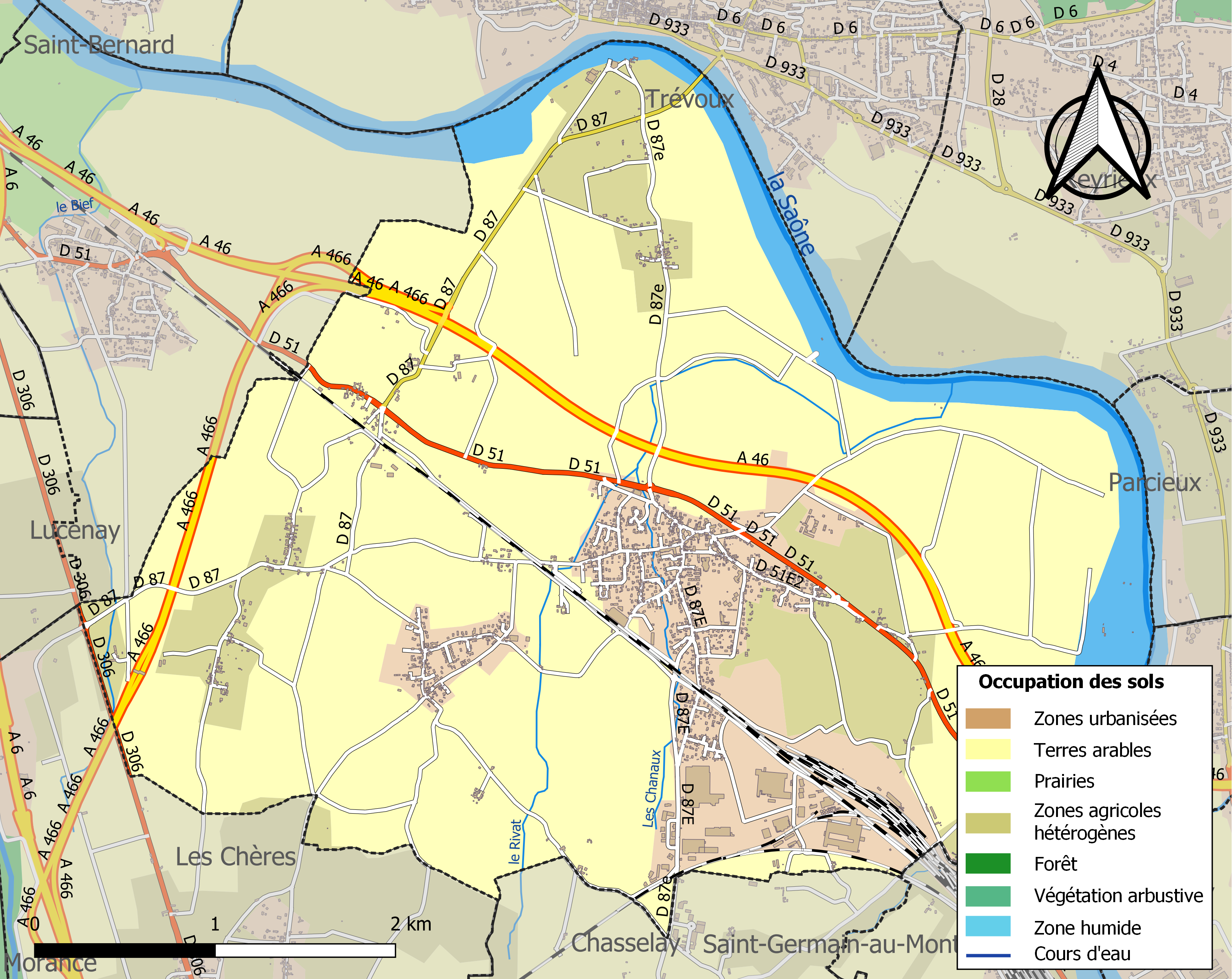
Carte des infrastructures et de l'occupation des sols de la commune en 2018 (CLC).

### Voies de communication et transports

#### Transports ferroviaires

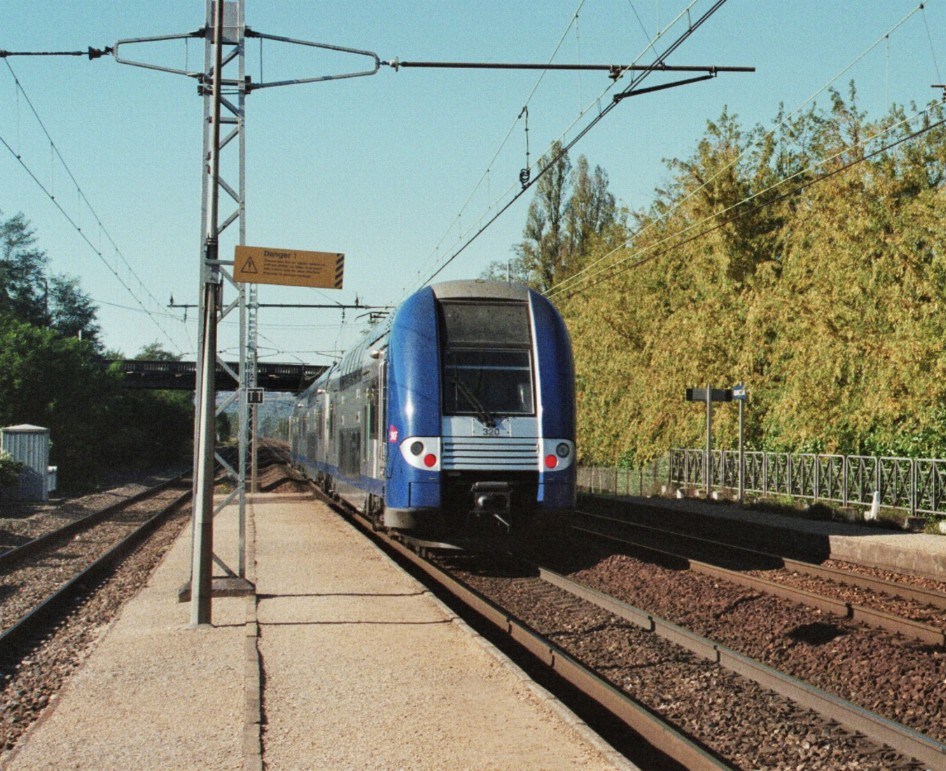
Une rame Z 24500 dans la livrée Rhône-Alpes quittant la gare de Quincieux.

La commune est traversée par la ligne de Paris-Lyon à Marseille-Saint-Charles et possède une gare de la SNCF desservie par des trains express régionaux.

#### Transports en commun
Depuis le 1er septembre 2014, la commune est desservie par la ligne 96 des TCL entre Neuville-sur-Saône et la gare de Quincieux.

## Histoire

### Antiquité
Durant la période protohistorique, notamment avant la Guerre des Gaules du milieu du Ier siècle av. J.-C., le territoire actuel de Quincieux appartient vraisemblablement aux Segusiaves qui occupent la rive droite de la Saône et dont la capitale est Feurs, aujourd'hui dans la Loire. À l'époque romaine, une voie traverserait la commune pour relier Trévoux à Chasselay, tandis qu'une voie naturelle plus ancienne pourrait exister au nord de la commune pour traverser la Saône comme le prouverait la découverte d'une pointe de lance à douille à Chamalant, tandis que des éléments de l'Âge du Bronze, telle qu'une épingle à tête discoïdale à décor d'étoile ont été trouvés à Doyère. Une occupation gallo-romaine est attestée au lieu-dit Château Brûlé.
Au lieu-dit de Grange-Rouge, un important site dont l'occupation dure de la Protohistoire à l'époque médiévale a été fouillé dans le cadre de la construction de l'autoroute A46. Ce site présente des fosses, notamment en « V », caractéristiques de la période protohistorique et délimitant vraisemblablement un enclos quadrangulaire tandis que le comblement livre du matériel datable entre -120 et -40. Un dépôt métallique est datable du milieu du Ier siècle et une occupation du Haut-Empire est attestée par la présence d'un bâtiment en matériaux légers. Un autre site laténien est attesté au lieu-dit Lima présentant un système de fosses d'enclos. Répartis sur toute la commune, de nombreux objets gallo-romains sont mentionnés attestant l'occupation du site, liée à sa relative proximité avec la colonie de Lugdunum, la Lyon antique.

### DuXXesièclejusqu'à aujourd'hui
Le 1er juillet 1968 a lieu sur le territoire de Quincieux, à proximité de la gare de triage de Saint-Germain-au-Mont-d'Or, le déraillement du « train des vacances » qui fait 6 morts et 91 blessés.
Le 14 juin 2010, le conseil municipal de la commune sollicite l'examen de son adhésion à la Communauté urbaine de Lyon qui accepte cette requête le 25 juin 2012. La commune a finalement intégré la communauté le 1er juin 2014.
Le Grand Lyon disparait le 1er janvier 2015, et laisse place à la collectivité territoriale de la métropole de Lyon. La commune quitte ainsi le département du Rhône.

## Politique et administration

### Liste des maires
| Période                                  | Période                       | Identité           | Étiquette | Qualité                                        |
| ---------------------------------------- | ----------------------------- | ------------------ | --------- | ---------------------------------------------- |
| ca. 1973                                 |                               | Maurice Plaisantin |           |                                                |
| mars 1983                                | juin 1995                     | Émile Charrier     |           |                                                |
| juin 1995                                | mars 2008                     | Bernard Fontanel   | DVD       | Chef d'entreprise                              |
| mars 2008                                | mars 2014                     | Joël Boucher       | DVD       | Retraité                                       |
| mars 2014                                | En cours (au 19 janvier 2021) | Pascal David       | DVD       | Cadre supérieur Réélu pour le mandat 2020-2026 |
| Les données manquantes sont à compléter. |                               |                    |           |                                                |

### Intercommunalité
La commune est membre du syndicat mixte Plaines Monts d'Or.

## Population et société

### Démographie
L'évolution du nombre d'habitants est connue à travers les recensements de la population effectués dans la commune depuis 1793. Pour les communes de moins de 10 000 habitants, une enquête de recensement portant sur toute la population est réalisée tous les cinq ans, les populations de référence des années intermédiaires étant quant à elles estimées par interpolation ou extrapolation. Pour la commune, le premier recensement exhaustif entrant dans le cadre du nouveau dispositif a été réalisé en 2008.

En 2022, la commune comptait 3 620 habitants, en évolution de +4,84 % par rapport à 2016 (Rhône : +3,93 %, France hors Mayotte : +2,11 %).
| 1793 | 1800 | 1806 | 1821 | 1831 | 1836 | 1841  | 1846  | 1851  |
| ---- | ---- | ---- | ---- | ---- | ---- | ----- | ----- | ----- |
| 927  | 972  | 965  | 900  | 990  | 979  | 1 015 | 1 086 | 1 073 |

| 1856  | 1861  | 1866  | 1872  | 1876  | 1881  | 1886  | 1891  | 1896 |
| ----- | ----- | ----- | ----- | ----- | ----- | ----- | ----- | ---- |
| 1 074 | 1 050 | 1 100 | 1 111 | 1 108 | 1 099 | 1 096 | 1 019 | 959  |

| 1901 | 1906  | 1911  | 1921 | 1926  | 1931  | 1936  | 1946  | 1954  |
| ---- | ----- | ----- | ---- | ----- | ----- | ----- | ----- | ----- |
| 948  | 1 008 | 1 014 | 918  | 1 029 | 1 055 | 1 036 | 1 101 | 1 122 |

| 1962  | 1968  | 1975  | 1982  | 1990  | 1999  | 2006  | 2008  | 2013  |
| ----- | ----- | ----- | ----- | ----- | ----- | ----- | ----- | ----- |
| 1 246 | 1 270 | 1 510 | 1 920 | 2 300 | 2 657 | 2 867 | 2 931 | 3 295 |

| 2018  | 2022  | - | - | - | - | - | - | - |
| ----- | ----- | - | - | - | - | - | - | - |
| 3 480 | 3 620 | - | - | - | - | - | - | - |

### Manifestations culturelles et festivités
Depuis 2015, la commune organise le Festival Saôn’Automne, qui se tient le 3e week-end de septembre.
Programmation passée
2022 : After Geography, Le Noiseur, Naive New Beaters & MB14
2023 : Gael Faure, Darwells & Zaho de Sagazan

## Culture locale et patrimoine

### Lieux et monuments
- Le hameau de La Chapelle possède une chapelle de style roman du XVIe siècle, qui fait l'objet d'une inscription au titre des Monuments historiques depuis le 21 mars 1983[27].
- La commune comprend sur la Saône les trois îles de Beyne, du Roquet et de la Pradelle, inscrites en ZNIEFF[28].

### Espaces verts et fleurissement
En 2014, la commune obtient le niveau « deux fleurs » au concours des villes et villages fleuris.

### Héraldique
Les armes de Quincieux se blasonnent ainsi : De gueules à la face ondée d’argent, accompagnée en chef d’un léopard d’or et en pointe d’une chapelle de même ouverte et ajourée de sable.